# Tổ chức Dịch vụ Truyền hình Công cộng Đài Loan
Tổ chức Dịch vụ Truyền hình Công cộng Đài Loan (tiếng Trung: 財團法人公共電視文化事業基金會; bính âm: Cáitúan Fǎrén Gōnggòng Diànshì Wénhuà Shìyè Jījīnhuì) hay Public Television Service (viết tắt: PTS, tiếng Trung: 公共電視/公視; bính âm: Gōnggòng Diànshì/Gōngshì) là tổ chức phát sóng công cộng đầu tiên tại Đài Loan. Thành lập vào ngày 1 tháng 7 năm 1998.